# Refrescante...
Refrescante..., intitulado Menudo na versão brasileira, é um álbum de estúdio da boy band porto-riquenha Menudo, lançado em 1986 pela RCA Records. Trata-se do décimo-sétimo álbum em espanhol lançado pelo grupo e terceiro lançado em português. A formação da época incluía os integrantes: Ricky Martin, Robby Rosa, Charlie Massó, Raymond Acevedo e Sérgio González.
O álbum foi produzido pelo trio Edgardo Dias, Carlos Vilela e Alejandro Monroy (estes dois últimos os principais compositores do trabalho). A lista de faixas traz canções nos estilos balada e pop. 
No que tange a versão brasileira, foi a primeira vez que o grupo gravou canções escritas por compositores do Brasil: o single "Diga Sim", por exemplo, foi escrito por Ed Willson e Carlos Colla, a canção "Alegria" é uma composição de Michael Sullivan e Paulo Massadas, e "Cara ou Coroa", é uma versão feita por Carlos Costa.

## Singles
"Bésame" foi lançada como o primeiro single do trabalho. Entre os singles lançados, obteve o melhor desempenho comercial na parada musical da revista Billboard, pico na posição de número 21 na Hot Latin Songs, a melhor posição do grupo com um single nessa parada.  "A cara, o cruz" atingiu a 42ª posição e passou cinco semanas entre as mais bem colocadas dessa parada.
Outros singles extraídos da versão em espanhol são: "Hoy Me Voy Para México", "Salta La Valla", "Amiga Mia", "La Primera Vez". "Hoy Me Voy Para México", foi regravada em inglês como "I'm Going Back to the Philippines" e incluída na coletânea musical The Best of Menudo, lançada em 1986, exclusivamente nas Filipinas.
Os singles de Menudo (edição em português do álbum) foram as canções "Cara ou Coroa", e "Diga Sim", que atingiu o top 10 da rádio 105 FM. As canções “Hoje a Noite não tem Luar” e “Cara ou Coroa” tiveram execuções limitadas nas rádios brasileiras. A faixa "Hoje a Noite não tem Luar" chegou a ser gravada pelo grupo brasileiro Legião Urbana, em seu álbum Acústico MTV. Segundo um dos integrantes do grupo, Dado Villa-Lobos, o vocalista Renato Russo, era fã do Menudo e acompanhou a excursão do grupo porto-riquenho no Rio de Janeiro.

## Recepção crítica
| Críticas profissionais | Críticas profissionais |
| Avaliações da crítica  | Avaliações da crítica  |
| Fonte                  | Avaliação              |
| ---------------------- | ---------------------- |
| AllMusic               | [ 18 ]                 |
| Diário do Pará         | Desfavorável           |

Em relação as resenhas dos críticos especializados em música, o crítico do site AllMusic avaliou com duas estrelas de cinco, apesar de não escrever nenhum comentário para o álbum.
Edgar Augusto, do Diário do Pará, em sua resenha para a versão em português do disco, afirmou que o álbum traz de diferente em relação aos trabalhos anteriores do grupo apenas o idioma. Segundo o jornalista, as "baterias eletrônicas, sintetizadores arremendado violinos, melodias chatas e letras pseudamente jovens" presentes nos álbuns anteriores se fazem presentes em Menudo. Ele finalizou a resenha escrevendo: "Para os Menudos, somente mais um disco. Para nós, uma bobagem".

## Desempenho comercial
O álbum em espanhol atingiu a posição de número 16 na parada musical Latin Pop Albums, da revista Billboard.

## Lista de faixas
- Créditos adaptados dos LPs Refrescante... e Menudo, de 1986.[19][20]

| N.º | Título                                     | Compositor(es)                 | Intérprete                 | Duração |  |
| 1.  | "Salta La Valla"                           | Carlos Villa, Alejandro Monroy | Charlie Massó              | 3:22    |  |
| 2.  | "Hoy Me Voy Para México"                   | C. Villa, A. Monroy            | Raymond Acevedo            | 3:26    |  |
| 3.  | "Con Un Beso Y Una Flor"                   | C. Villa, A. Monroy            | Ricky Martin               | 3:27    |  |
| 4.  | "La Primera Vez"                           | C. Villa, A. Monroy            | Robby Rosa                 | 2:54    |  |
| 5.  | "América"                                  | C. Villa, A. Monroy            | Sérgio González            | 2:54    |  |
| 6.  | "A Cara O Cruz"                            | C. Villa, A. Monroy            | Charlie Massó e Robby Rosa | 3:54    |  |
| 7.  | "Amor, Siempre Amor"                       | C. Villa, A. Monroy            | Raymond Acevedo            | 3:34    |  |
| 8.  | "Bésame"                                   | C. Villa, A. Monroy            | Robby Rosa                 | 3:54    |  |
| 9.  | "Yo Te Quiero Mucho" (Somente em espanhol) | C. Villa, A. Monroy            | Ricky Martin               | 3:00    |  |
| 10. | "Amiga Mía"                                | C. Villa, A. Monroy            | Sérgio González            | 3:01    |  |

| Edição em português |                                   |                            |         |  |
| N.º                 | Título                            | Intérprete                 | Duração |  |
| 1.                  | "Vem Pra Luz do Sol"              | Charlie Massó              | 3:22    |  |
| 2.                  | "Hoje A Noite Não Tem Luar"       | Raymond Acevedo            | 3:26    |  |
| 3.                  | "Com Um Beijo e Uma Flor"         | Ricky Martin               | 3:27    |  |
| 4.                  | "Segredo"                         | Robby Rosa                 | 4:11    |  |
| 5.                  | "E Deus Criou A Mulher"           | Sérgio González            | 2:54    |  |
| 6.                  | "Cara Ou Coroa"                   | Charlie Massó e Robby Rosa | 3:54    |  |
| 7.                  | "Amor, Sempre Amor"               | Raymond Acevedo            | 3:34    |  |
| 8.                  | "Apaga As Luzes"                  | Robby Rosa                 | 3:54    |  |
| 9.                  | "Minha Princesa"                  | Sérgio González            | 3:01    |  |
| 10.                 | "Alegria" (Somente em português)  | Charlie Massó              | 3:03    |  |
| 11.                 | "Diga Sim" (Somente em português) | Robby Rosa                 | 3:42    |  |

## Tabelas

### Tabelas semanais
| Tabela musical (1986)                       | Melhor posição |
| ------------------------------------------- | -------------- |
| Estados Unidos (Billboard Latin Pop Albums) | 16             |